# Casa consistorial de Santander
La  casa consistorial de Santander es la casa consistorial de la ciudad de Santander, el edificio que alberga el Ayuntamiento de Santander. Está emplazado en la plaza del Ayuntamiento, en el centro de la ciudad habiendo ocupado varias ubicaciones antes de la actual.

## Historia

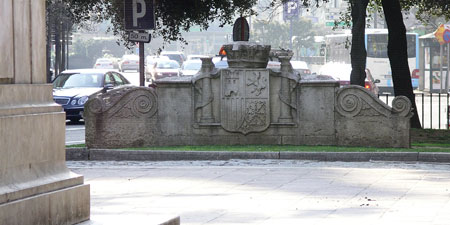
El escudo de la II República Española estaba situado en la plaza del Ayuntamiento, justo al lado de la estatua ecuestre de Franco. Fue retirado el mismo 18 de diciembre de 2008.

El edificio original consistía en la mitad del actual inaugurada el 15 de septiembre de 1907 siendo alcalde Luis Martínez Fernández, el proyecto fue realizado en 1897 por el arquitecto Julio Martínez-Zapata, que ganó el segundo premio de la Exposición Nacional de Bellas Artes. Las obras costaron 600.000 pesetas, por aquel entonces la plaza no era la del Ayuntamiento, sino que se llamaba Pi y Margall.
El edificio se amplió más tarde para formar el bloque que hoy se conoce y está compuesto por tres plantas, en las que se encuentran parte de las oficinas. Se construyó en dos fases porque el solar en el que se edificó era propiedad del Ayuntamiento y del obispado. En 1963 se comenzó la obra de la segunda parte del edificio y se reinauguró en 1967. 
Detrás de la casa consistorial se halla el mercado de la Esperanza y en frente el barrio más antiguo de Santander, el Cabildo de Arriba.

## Plaza del Ayuntamiento

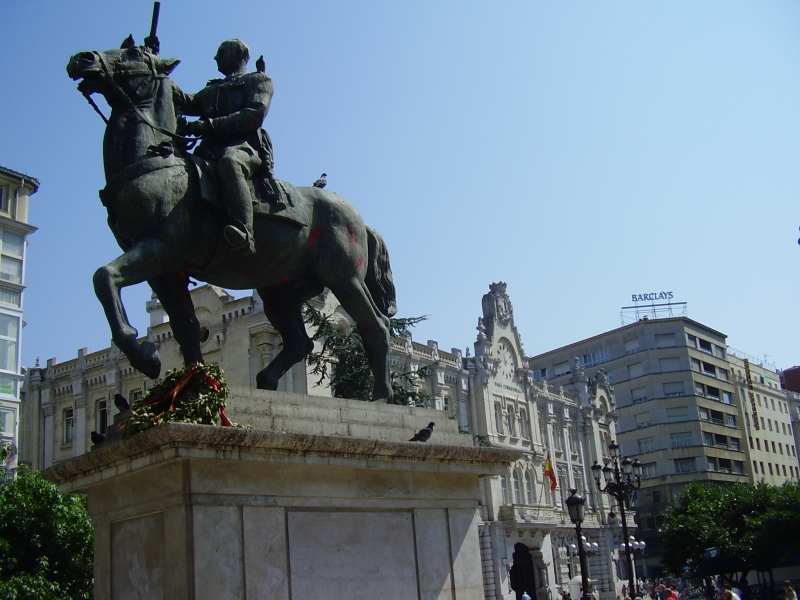
La presencia de la estatua ecuestre del general Franco en la plaza del Ayuntamiento fue causa de diversas controversias a lo largo de tres décadas. El 18 de diciembre de 2008 fue retirada del lugar, tras 44 años de permanencia en la plaza del Ayuntamiento.

Cabe destacar que en la plaza del Ayuntamiento estuvo presente durante 44 años una estatua ecuestre del dictador Francisco Franco. Entre 1959 y 1964 se erigieron en honor de Franco en las ciudades de Madrid, Barcelona, Valencia, Ferrol y Santander un conjunto de estatuas ecuestres que le presentaban en plenitud vital, en un momento en que el deterioro físico asociado a la vejez comenzaba a evidenciarse. 
La estatua ecuestre de Francisco Franco que estuvo expuesta en Santander fue realizada por el escultor José Capuz Mamano (Valencia, 1884-Madrid, 1964) en el año 1964. Dicha estatua ecuestre es una copia de la que se realizó en el mismo año para la ciudad de Madrid. Las colocadas en Valencia y Ferrol por aquel entonces también son idénticas. El material usado para la estatua es el bronce y la medida utilizada es mayor que el natural.
Justo en frente de la estatua ecuestre de Franco, estaba situado el escudo de la II República Española. Se procedió a la retirada de ambos símbolos el 18 de diciembre de 2008. Siendo de esta manera la última estatua de Franco retirada de un espacio público municipal. Tras su retirada, la estatua de Franco se trasladó al almacén municipal.